# Tricentrus castaneipes
Tricentrus castaneipes är en insektsart som beskrevs av Kato 1940. Tricentrus castaneipes ingår i släktet Tricentrus och familjen hornstritar. Inga underarter finns listade i Catalogue of Life.